# Schote (Frucht)

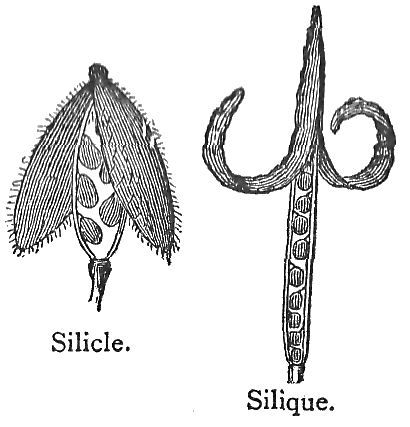
Schötchen und Schote

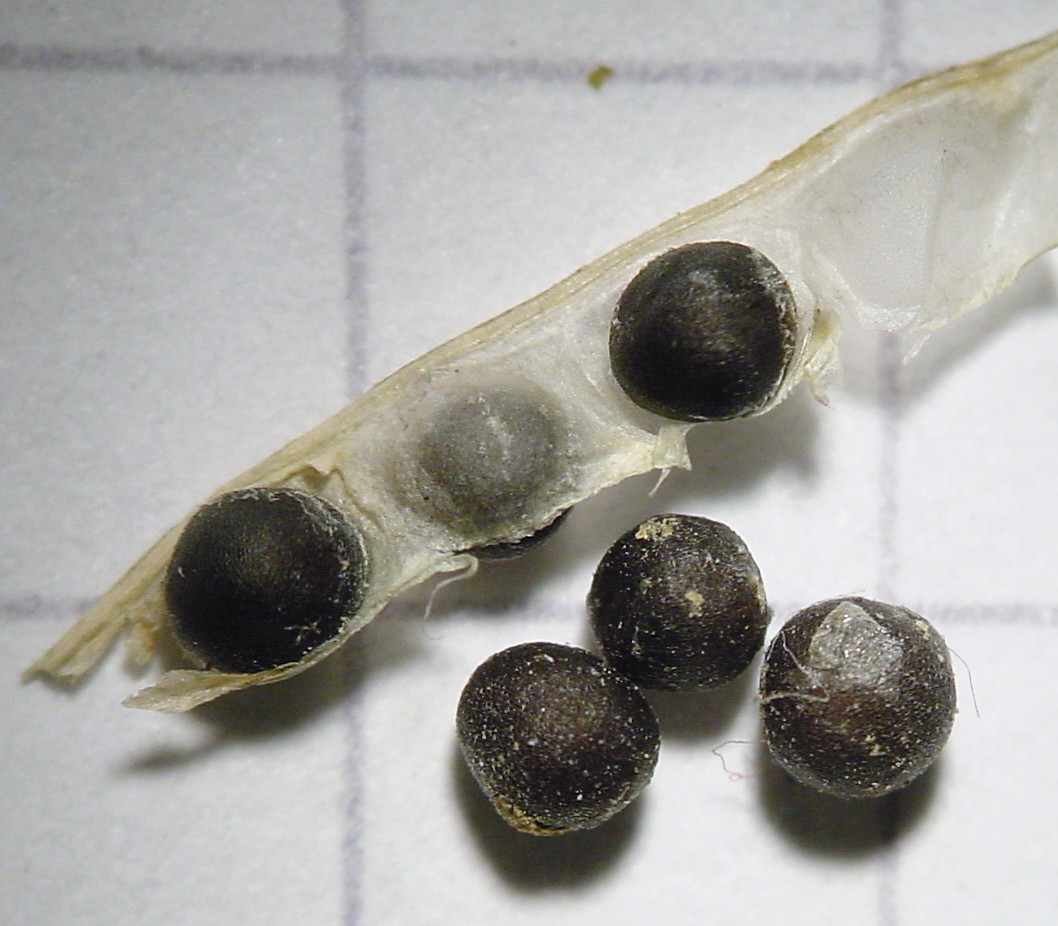
Replum, Septum und Samen einer geöffneten Schote des Acker-Senfs (Sinapis arvensis)

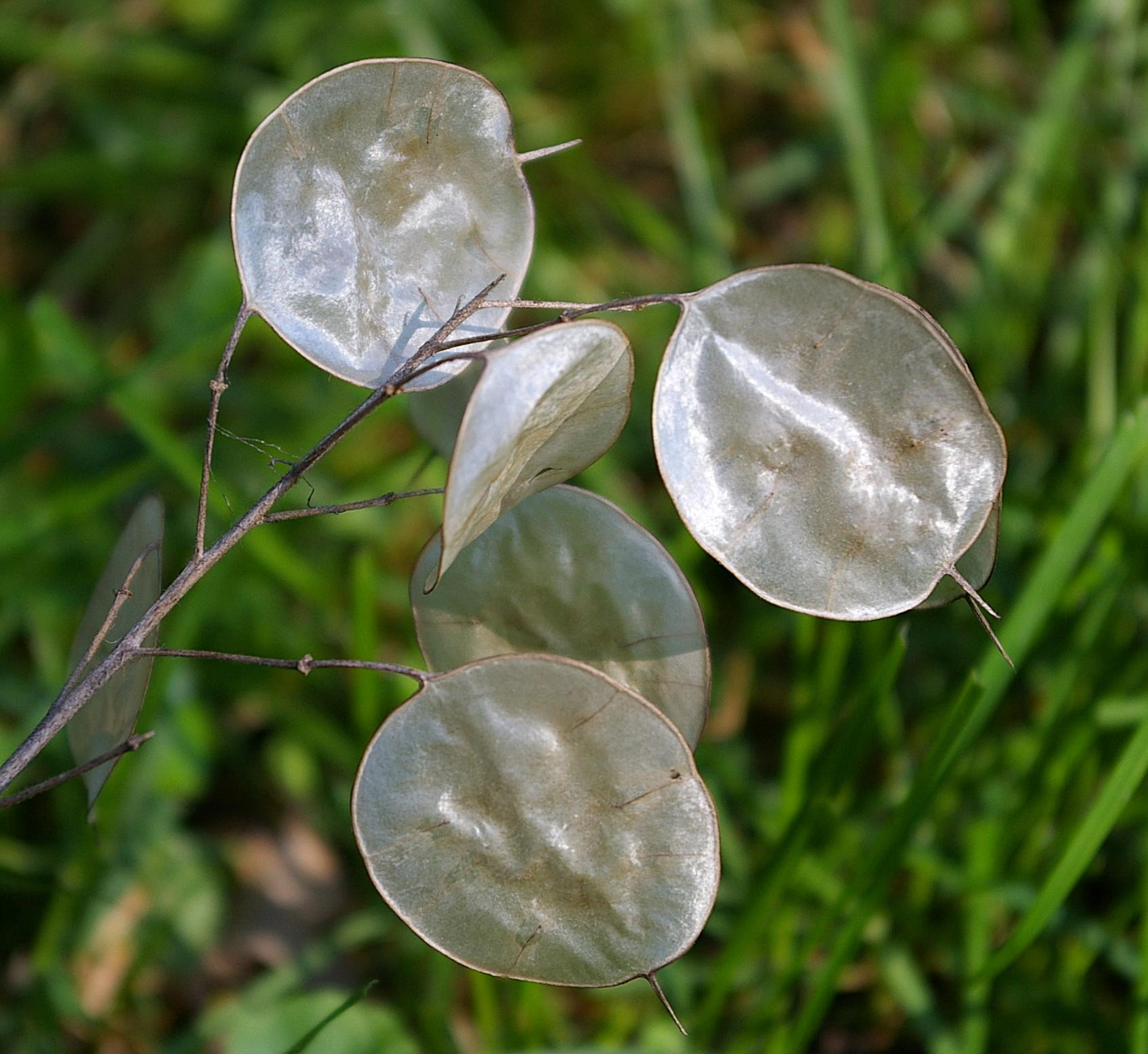
Reife Schötchen von Lunaria annua; erhalten sind nur der Rahmen und die Scheidewand

Die Schote (Siliqua) ist eine Unterform der Kapselfrucht, die besonders den Kreuzblütengewächsen (Brassicaceae) und einigen anderen Kreuzblütlerartigen (Brassicales) eigen ist. Die Hülsenfrucht sieht der Schote ähnlich, ist aber durch das Fehlen einer Scheidewand im Inneren leicht von dieser zu unterscheiden. Diese Fruchtform wird auch eher selten als Fensterkapsel bezeichnet, sie zählt zu den Streufrüchten.
Bei den Kreuzblütlern besteht diese öffnende Kapselfrucht aus zwei Fruchtblättern, nach einer abweichenden morphologischen Interpretation aus vier. Sie besteht aus einem Plazenta-Rahmen (Replum), der am Fruchtstiel stehenbleibt und an dem die Samen sitzen. Von diesem Rahmen fallen bei Fruchtreife zwei samenlose, sterile Klappen (Perikarp, Valven) an den anatomisch vorgegebenen Sollbruchstellen ab. In der Interpretation mit vier Fruchtblättern ist der Rahmen aus zwei fertilen Fruchtblättern aufgebaut, die zwei Klappen sind zwei sterile Fruchtblätter. Die beiden Lokulamente, Fächer sind von einer häutigen und durchscheinenden, echten Scheidewand (Septum) voneinander getrennt, folgt man der Interpretation des Fruchtknotens aus vier verwachsenen Fruchtblättern. Wären es hingegen nur zwei Fruchtblättern, so handelte es sich um eine falsche Scheidewand. Ist das Septum so breit wie die Frucht, spricht man von einer Latisepte (breitwandig) (z. B. Lunaria), ist das Septum hingegen schmaler als die größte Breite der Frucht, so wird diese als Angustisepte (schmalwandig) (z. B. Capsella) bezeichnet. Das Septum kann auch selten ganz fehlen oder ist reduziert. Schoten, die höchstens dreimal so lang wie breit sind, heißen Schötchen (Silicula), unabhängig von ihrer Größe. Große Schötchen findet man beispielsweise bei Arten aus der Gattung Silberblätter (Lunaria annua und Lunaria rediviva).
(Pseudo-, Semi-)Schoten, scheidewandlose Schoten besitzen auch einige Seifenbaumgewächse, verschiedene Erdrauchgewächse, einige Kaperngewächse und einige Mohngewächse wie das Schöllkraut, sowie einige Berberitzengewächse. Diese Schoten besitzen keine Scheidewand und manchmal auch mehr als zwei Klappen bzw. auch nur eine, oder sie öffnen sich gar nicht.
Eine Sonderform der Schote, eine Bruchfrucht, findet sich z. B. beim Rettich bzw. beim Radieschen (Raphanus sativus). Hier zerfallen die Früchte zwischen den Samen. Man bezeichnet solche Schoten als Gliederschoten. Doppelte und angustisepte Schötchen sind bei Lepidium und den Brillenschötchen zu finden. Geflügelte Schötchen finden sich beim Acker-Hellerkraut.
Die Standardsprache fasst auch die Früchte von Erbse, Bohne und Linse und deren Samenhüllen unter den Begriff „Schote“, diese Früchte sind botanisch gesehen Hülsenfrüchte. Landschaftlich bezeichnet der Begriff „Schote“ die Erbsen(pflanze). Sogenannte Paprika- bzw. Chilischoten sind botanisch gesehen Beeren.
Ein haltbares Replum bildet sich auch bei der Rahmenhülse einer speziellen Form der Gliederhülse.
Um bei Nutzpflanzen, z. B. Raps, mit Schoten, vorzeitigen Samenverlust durch starken Wind zu vermeiden, wird versucht durch Züchtungen die Sollbruchstelle zu eliminieren.